# Autoridad para la Reconstrucción con Cambios
La Autoridad para la Reconstrucción con Cambios (ARCC) fue una institución estatal peruana fundada en el año 2017 con el objetivo de reconstruir la infraestructura dañada tras el Niño Costero del 2017 y prevenir y reducir el riesgo de desastres naturales. Culminó su vigencia el 31 de diciembre de 2023.

## Historia
El 25 de abril de 2017 se emitió la Ley N.º 30556 mediante la cual se creó la Autoridad para la Reconstrucción con Cambios (ARCC). A través de dicha ley se aprobó el Plan Integral de Reconstrucción con Cambios (PIRCC), a cargo de la ARCC, con el objetivo de rehabilitar la infraestructura dañada por los efectos del Niño Costero de aquel año. El PIRCC se constituyó como un plan de alcance nacional contemplando, al mismo tiempo, medidas de alcance regional. Además, el PIRCC contempló una serie de iniciativas orientadas a la prevención de futuros desastres abordando un enfoque integral de gestión del riesgo de desastres. Días después se establecieron modificaciones de la ley, en que los reportes los realizaría el Congreso de la República.
En 2020 se acordó el desarrollo de gobierno a gobierno, con ayuda de Reino Unido, para facilitar la reconstrucción de infraestructura.

## Características
La autoridad fue formada temporalmente por un plazo inicial de 3 años. Con dependencia del Presidencia del Consejo de Ministros, cuenta con un director para la gestión financiera y administrativa. Contó con un presupuesto de más de 25 mil millones de soles.
Está encargada de liderar e implementar el Plan Integral de Reconstrucción con Cambios (PIRCC). Se encarga de liderar las intervenciones en infraestructuras de reconstrucción y prevención. Impulsa la ejecución de las soluciones integrales para el control de inundaciones de 19 ríos de la costa del país (Tumbes, Zarumilla, Piura, La Leche, Chancay-Lambayeque, Olmos, Motupe, Zaña, Chicama, Virú, Casma, Huarmey, Lacramarca, Huaura, Cañete, Rímac, Mala, Matagente e Ica), 5 quebradas (San Idelfonso, El León, San Carlos, Huaycoloro y Cansas) y drenajes pluviales en 7 ciudades de la costa (Tumbes, Paita, Sullana, Talara, Piura, Chiclayo, Trujillo).

## Controversias
La organización fue motivo de críticas al reportarse actos de corrupción, motivo de su débil infraestructura, además de conceder la autorización para que Odebrecht participe en sus obras. Según reportes de la Contraloría, se descubrieron 12.962 situaciones adversas en los proyectos. En enero de 2023 se habilitó sus oficinas para reportar actos ilícitos, así como reportes de transparencia. Según el dominical Panorama, destacó los gastos para el entonces director Robert López López.
Sus avances estuvieron ralentizadas, en especial con las obras de defensas ribereñas y diques de contención. También se debió a factores externos, según Nelson Shack; su potencial pérdida económica fue de casi 400 millones de soles por proyectos que fueron controlados. Para 2022 estuvo pendiente cinco mil obras para concluirse en 2024 o 2025, y que según ATV noticias en 2023, el 25% de trabajos de construcción de obras de prevención en las 13 regiones afectadas. En su lugar solo se concluyeron obras de infraestructura como colegios y hospitales, cuyo avance fue interrumplido por el ciclón Yaku debido a la falta de un sistema para evacuar corrientes de agua.
En marzo de 2023 se anunció su "reingeniería" de la institución. En ese mes, el Congreso de la República priorizó en su reemplazo. Mientras tanto, agosto de ese año el Ministerio Público identificó la banda criminal responsable de actos de corrupción, Los Operadores de la Reconstrucción. Una tesis del Ministerio Público atribuyó a Robert López López como supuesto aportante de la defensa de Pedro Castillo, investigado por actos de corrupción de su círculo interno, a partir de sobornos.
En 2025, la Autoridad Nacional de Infraestructura, sucesora de la Autoridad para la Reconstrucción con Cambios, dejó de recibir fondos del Ministerio de Economía y Finanzas.